# Think of Me / No More Tears
Think of Me / No More Tears – siedemnasty singel Namie Amuro w wytwórni avex trax. Został wydany 24 stycznia 2001 tylko w wersji CD. Przez pięć tygodni trwania rankingu Oricon sprzedano 112 670 egzemplarzy. Przez trzy tygodnie singel był w najlepszej trzydziestce. Zajął #7 miejsce w Oriconie. W Japonii kosztował 1,260 ￥. Piosenka  Think of Me została wykorzystana w reklamach Fran meiji, natomiast  No More Tears w kampanii reklamowej wodoodpornej szminki Visee Luminous firmy Kose.

## Lista utworów
| 1. | Think of Me              | 4:46  |
|    |                          |       |
| 2. | No More Tears            | 5:47  |
|    |                          |       |
| 3. | I To You                 | 4:43  |
|    |                          |       |
| 4. | No More Tears (Club Dub) | 6:56  |
|    |                          |       |
|    |                          | 22:12 |
|    |                          |       |

## Oricon
| Diagram                                                    | Pozycja |
| ---------------------------------------------------------- | ------- |
| Dzienny diagram Oricon (w pierwszym dniu sprzedaży)        | -       |
| Tygodniowy diagram Oricon (w pierwszym tygodniu sprzedaży) | #7      |
| Miesięczny diagram Oricon (w pierwszym miesiącu sprzedaży) | #16     |
| Roczny diagram Oricon                                      | -       |